# Colpothrinax
Colpothrinax ist eine Palmengattung innerhalb der Familie der Palmengewächse (Arecaceae). Die nur etwa drei Arten kommen in Zentralamerika und auf Kuba vor. 

## Beschreibung

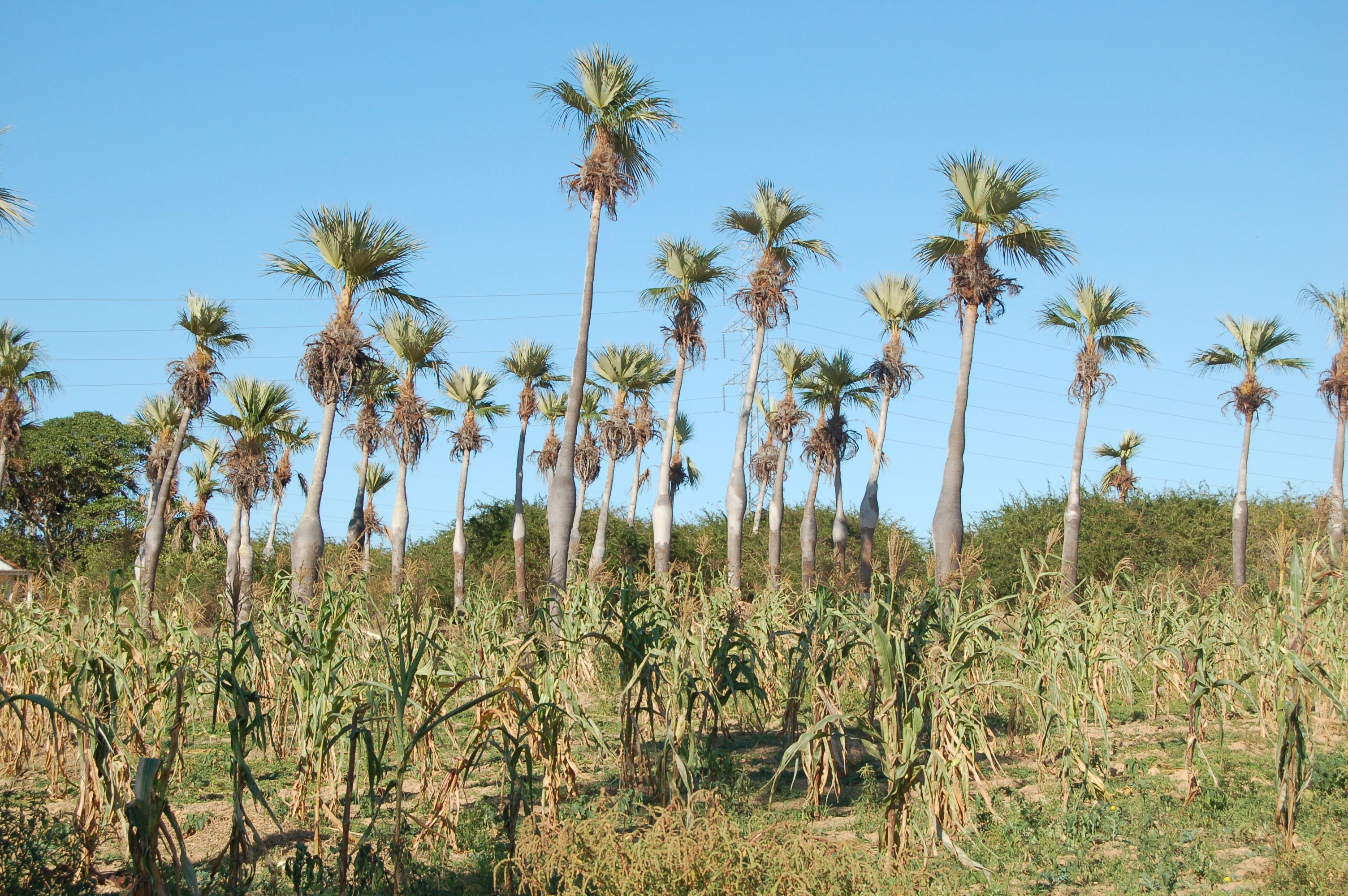
Habitus von Colpothrinax wrightii im gestörten Habitat

### Habitus
Colpothrinax-Arten sind mäßig große, solitäre, zwittrige, mehrmals blühende baumförmige Fächerpalmen. Der Stamm ist aufrecht und zunächst mit den faserigen Blattscheiden bedeckt, später dann frei. Der Stamm ist bei Colpothrinax cookii säulenförmig, bei Colpothrinax wrightii stark bauchig.

### Blätter
Die Blätter sind induplicat gefaltet und kurz costapalmat. Die Blattscheide zerfasert in ein grobes, faseriges Netzwerk oder in lange, feine, hängende Fasern. Der Blattstiel ist lang, an der Oberseite flach oder leicht gefurcht, an der Unterseite abgerundet. Die Stielränder sind spitz und dicht beschuppt. Die adaxiale Hastula ist deutlich entwickelt, dreieckig oder unregelmäßig gelappt. Die abaxiale Hastula fehlt. 
Die Blattspreite ist kreisförmig, und unregelmäßig, manchmal bis über die Hälfte in linealische, einfach gefaltete Segmente geteilt. Die Segmente sind kurz bifid an der Spitze, dick, an der Oberseite kahl und wachsüberzogen, außer an entlang der Rippen, die beschuppt sind. Die Unterseite ist dicht mit kleinen Schuppen besetzt. 

### Blütenstände
Die Blütenstände stehen einzeln zwischen den Blättern (interfoliar), es sind mehrere gleichzeitig vorhanden. Sie sind kürzer als die Blätter und bis zu vierfach verzweigt. Der Blütenstandsstiel ist lang und im Querschnitt rund. Er ist von überlappenden Hochblättern eingeschlossen und dicht behaart. Das Vorblatt ist kurz, röhrig, seitlich zweikielig und reißt apikal auf. Es sind vier bis neun Hochblätter am Blütenstandsstiel vorhanden. Sie sind röhrig, einkielig und reißen apikal auf. Die Blütenstandsachse ist etwa gleich lang wie der Stiel und ebenso behaart. Es gibt mehrere (meist 4 bis 7) Hochblätter, die denen am Stiel gleichen. 
Die Seitenachsen erster Ordnung haben ein auffälliges, etwas aufgeblasenes, braun behaartes zweikieliges Vorblatt und ein ähnliches leeres Hochblatt. Die folgenden Hochblätter sind häutig, dreieckig, sehr klein. Die blütentragenden Achsen (Rachillae) sind abstehend, dicht behaart oder kahl und tragen in spiraliger Anordnung kleine Hochblätter, die jede einzelne, sitzende Blüte tragen.

### Blüten
Die Blüten sind zwittrig und dreizählig. Der Kelch ist becherförmig, fleischig und trägt drei kurze Spitzen. Die Krone überragt den Kelch deutlich, ist fleischig, an der Basis röhrig und weiter oben in drei längliche valvate Zipfel geteilt. Diese bilden ein zur Blüte abfallende Kappe. Die Krone kann auch kürzer als der Kelch sein; dann schließen sie die Staubblätter in der Knospe nicht ein und fallen zur Blüte nicht ab. Es sind sechs Staubblätter vorhanden. Ihre Staubfäden sind an der Basis zu einem epipetalen Becher verwachsen, sind mit der Kronröhre verbunden und gleich lang oder etwas länger als diese. Die freien Filamentteile sind an der Basis breit und dann stark verschmälert. Die Staubbeutel sind länglich, dorsifix nahe der Basis. Die Konnektive sind sehr schmal. 
Es gibt drei Fruchtblätter, die im Bereich des Fruchtknotens frei sind, im Bereich des länglichen Griffels verwachsen. Die Narbe ist punktförmig. Die Samenanlage sitzt basal, ist aufrecht und anatrop. 
Der Pollen ist ellipsoidisch und meist leicht asymmetrisch. Die Keimöffnung ist ein distaler Sulcus. 

### Früchte und Samen
Die Frucht ist kugelig und entwickelt sich meist aus einem Fruchtblatt. Sie trägt apikal Narbenreste sowie die Reste der abortiven Fruchtblätter. Die Blütenhülle verbleibt an der Frucht. Das Exokarp ist dünn und glatt, das Mesokarp ist fleischig mit anastomosierenden Fasern, die am krustenartigen Endokarp anliegen. Der Samen ist ungefähr kugelig, nicht mit dem Endokarp verbunden, außer im Bereich des kleinen, basalen Nabels (Hilum). Die Raphe ist so lang wie der Same, eher breit und ohne Verzweigungen. Das Endosperm ist homogen. 

## Systematik und Verbreitung
Die Gattung Colpothrinax wurde 1875 von Georg Schaedtler in Hamburger Garten- und Blumenzeitung, Band 31, Seite 160 aufgestellt. Typusart ist Colpothrinax wrightii. Der Gattungsname Colpothrinax leitet sich vom griechischen kolpos für Schwellung und dem Gattungsnamen Thrinax ab, und bezieht sich auf den verdickten Stamm der Typusart.
Die Gattung Colpothrinax Schaedtler gehört zur Tribus Trachycarpeae in der Unterfamilie Coryphoideae innerhalb der Familie Arecaceae, wird jedoch keiner Subtribus zugeordnet (incertae sedis). Die Monophylie der Gattung wurde noch nicht untersucht. 
Es gibt etwa drei Arten:
- Colpothrinax aphanopetala R.Evans: Sie kommt in Nicaragua, Costa Rica und Panama; in feuchten Regenwäldern der vormontanen und unteren montanen Höhenstufe bis zu einer Höhenlage von 1600 Metern vor.
- Colpothrinax cookii Read: Sie kommt in Belize, Guatemala und Honduras vor; Standorte wie Colpothrinax aphanopetala.
- Colpothrinax wrightii Schaedtler: Sie kommt nur im südwestlichen Teil der Insel Kuba sowie auf der Isla de la Juventud,[1] meist in halbtrockenen Savannen und Grasländern vor.

## Belege